# 穂別博物館
穂別博物館（ほべつはくぶつかん）は北海道勇払郡むかわ町にある博物館。

## 沿革

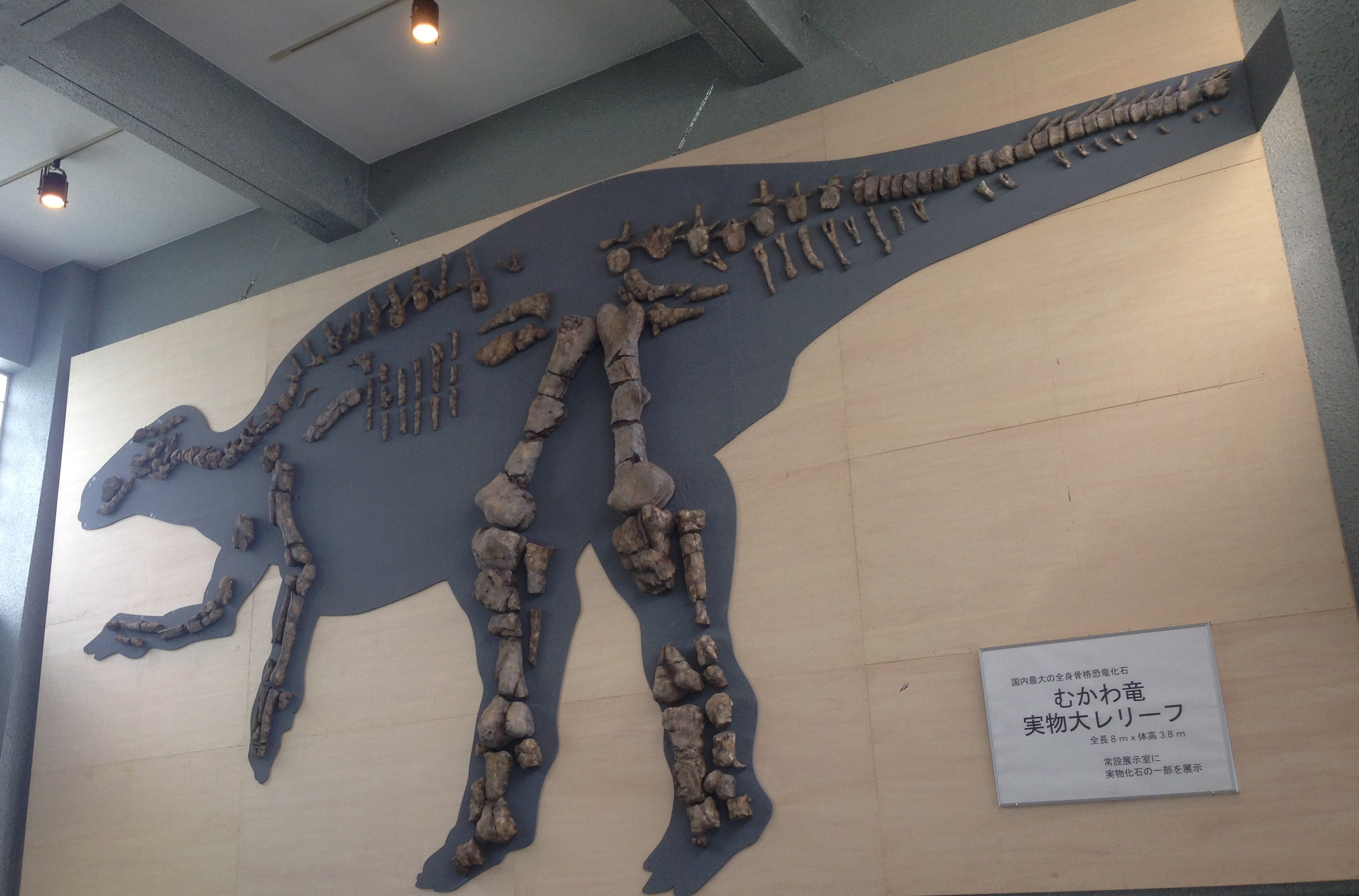
博物館入口に展示されている「むかわ竜」の実物大レリーフ

- 1975年（昭和50年）：穂別町（当時）在住の男性が、山中で骨の化石を発見した。1977年（昭和52年）、この化石は首長竜の化石であることが判明し、化石は地名と発見者の名前から「ホベツアラキリュウ」と名付けられた。
- 1982年（昭和57年）：上記の化石を研究・保管して展示するため、穂別町立博物館を開館[1]。全身骨格が展示されている[2]。
- 2003年（平成15年）：町内在住の男性が沢で化石を発見した。この化石はハドロサウルス科と推測されており[3]、同博物館と北海道大学によって発掘・調査が進められる[4][5][6][7][8][9]。2016年12月にむかわ竜と名付けられる（通称であり、学名はカムイサウルス）。
- 2006年（平成18年）：旧穂別町および鵡川町が合併し、むかわ町が設置されたことにより、むかわ町立穂別博物館に改称[1]。
- 2017年（平成29年）：むかわ竜の全身骨格の再現が完了する。
- 2019年（平成31年）：白亜紀後期（7千万-8千万年前）の新種を含むアンモナイトの化石34種141点の寄贈を受けて展示を開始。アンモナイトは、日高町と新冠町の境にある里平地域で発見されたもの[10]。
- 2019年（令和元年）：東京上野の国立科学博物館で行われた『恐竜博2019』にて、むかわ竜がメイン展示に選ばれる。展示のために、穂別博物館が所蔵するむかわ竜、ホベツアラキリュウ（新復元）、ティラノサウルス（普段は収蔵庫所蔵非公開）が貸し出された。またむかわ竜が正式に新種と認定され学名がつけられた。

## 施設
- 化石学習館
- かせき学習館 作業場
- かせき学習館 収蔵庫